# Auf dem Wasser zu singen

Auf dem Wasser zu singen (en français À chanter sur l'eau), D. 774, est un lied composé par Franz Schubert en 1823 et adapté du poème du même nom de Friedrich Leopold de Stolberg.

## Historique

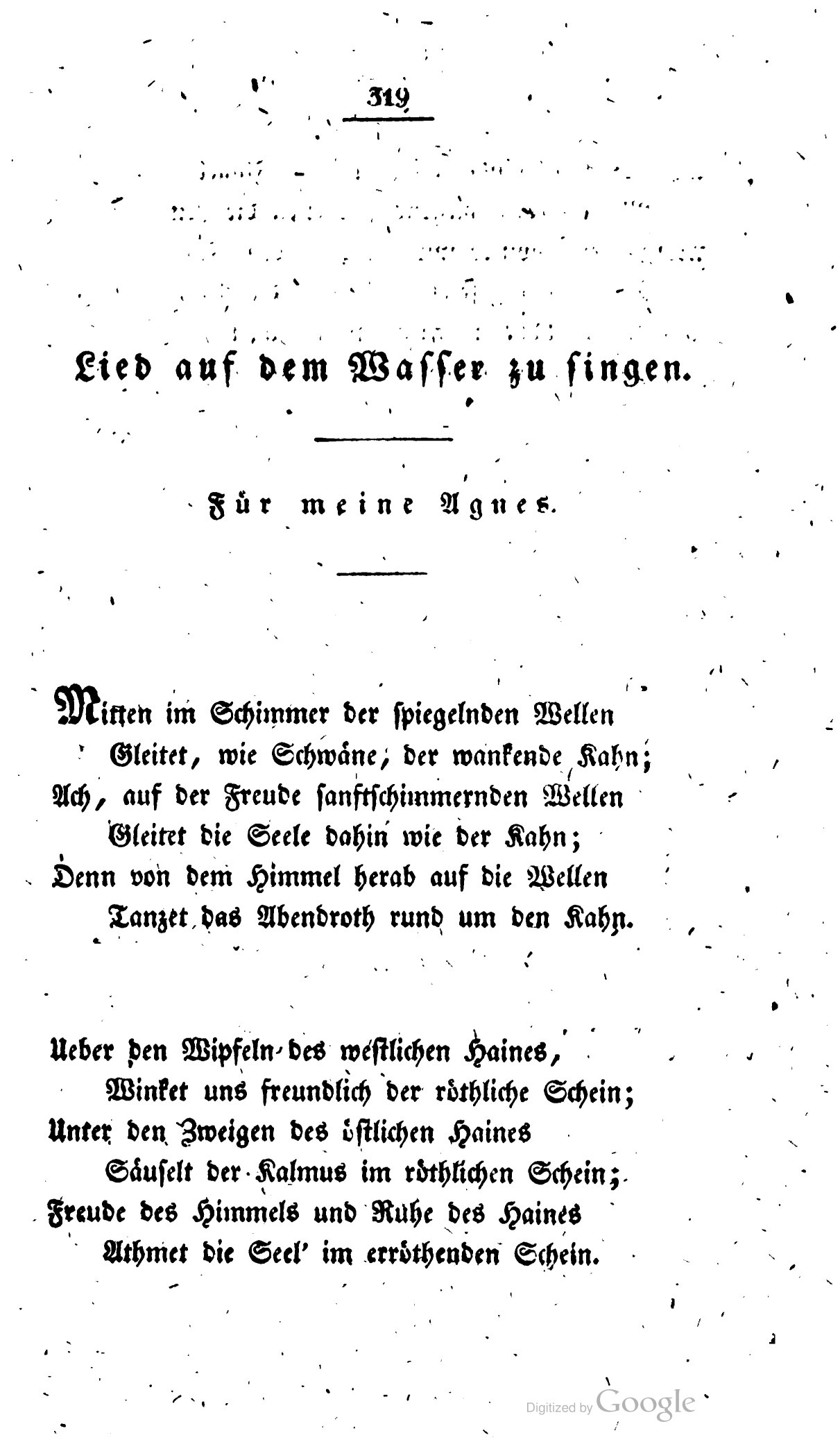
Première page du poème Auf dem Wasser zu singen

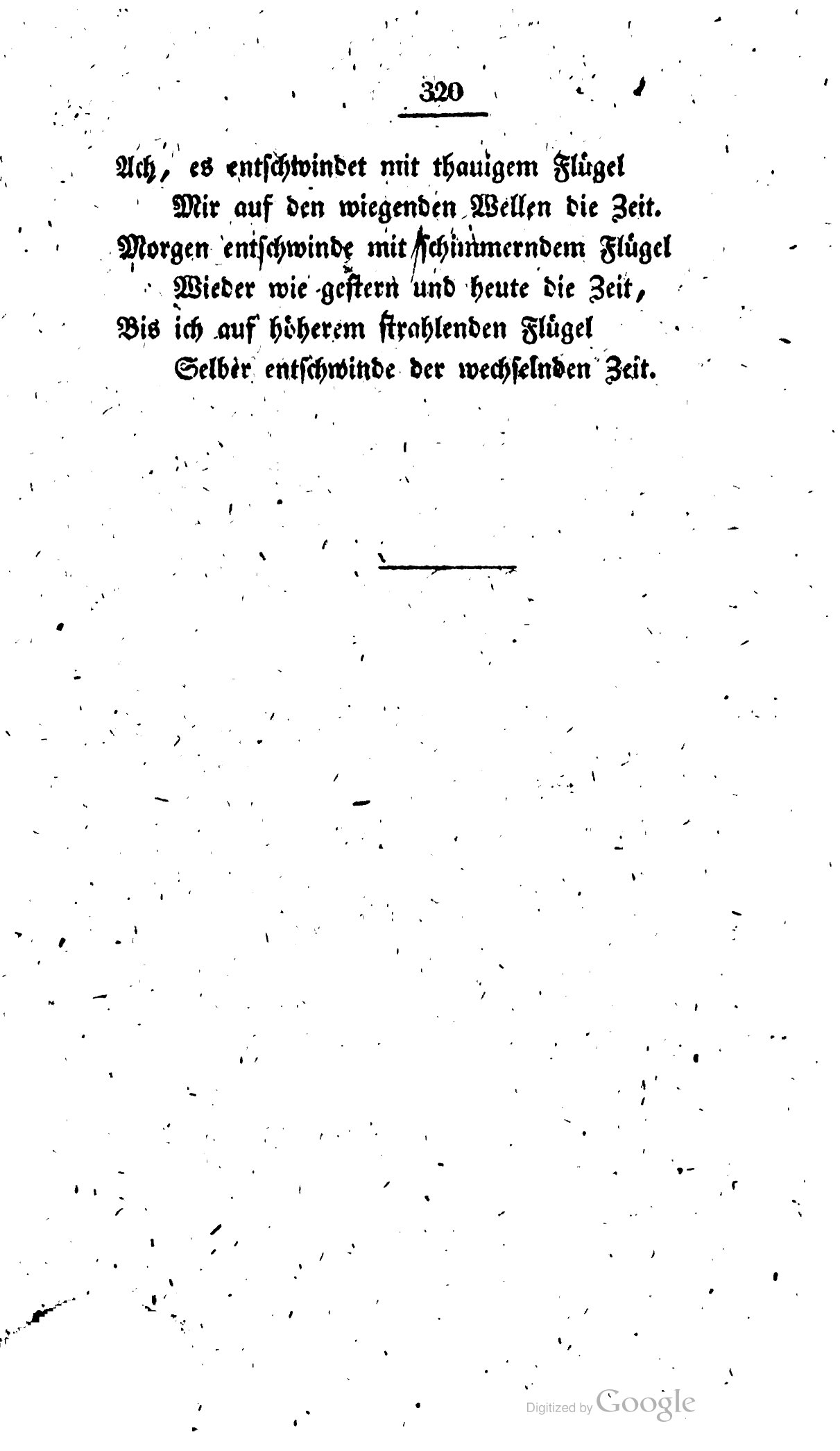
Deuxième page du poème Auf dem Wasser zu singen

## Analyse
Le texte, profondément romantique, décrit l'état d'âme du poète qui associe les miroitements du soleil couchant et le mouvement perpétuel des vagues, la lumière caressant la cime des arbres ou filtrant sous les branches dans le calme du soir, le temps qui passe comme "sur une aile" et la perspective pour l'auteur de disparaître à son tour dans l'infini. La mélodie subtile, et le rythme joués par le piano reflètent l'impression de roulement des vagues, caractéristique du style de la barcarolle.

## Texte
« Mitten im Schimmer der spiegelnden Wellen

Gleitet, wie Schwäne, der wankende Kahn :

Ach, auf der Freude sanftschimmernden Wellen

Gleitet die Seele dahin wie der Kahn ;

Denn von dem Himmel herab auf die Wellen

Tanzet das Abendrot rund um den Kahn.

Über den Wipfeln des westlichen Haines

Winket uns freundlich der rötliche Schein ;

Unter den Zweigen des östlichen Haines

Säuselt der Kalmus im rötlichen Schein ;

Freude des Himmels und Ruhe des Haines

Atmet die Seel’ im errötenden Schein.

Ach, es entschwindet mit tauigem Flügel

Mir auf den wiegenden Wellen die Zeit ;

Morgen entschwinde mit schimmerndem Flügel

Wieder wie gestern und heute die Zeit,

Bis ich auf höherem strahlendem Flügel

Selber entschwinde der wechselnden Zeit. »

## Utilisation dans d'autres œuvres
- Les Aventures de Chatran de Masanori Hata (1986)
- Mécaniques célestes de Fina Torres (1995)
- Battle Royale de Kinji Fukasaku (2000)
- Bang Gang (Une histoire d'amour moderne) d'Eva Husson (2015)
- L'Avenir de Mia Hansen-Løve (2016)
- Mongeville, épisode La Porte de fer (2018)